# Fort Simpson
Fort Simpson (in lingua Slavey Liidlii Kue) è un villaggio del Canada, situato nei Territori del Nord-Ovest, nella Regione di Dehcho. Questo centro abitato, l'unico in tutta la regione, sorge su di un'isoletta alla confluenza fra i fiumi Liard e Mackenzie.